# Археологические памятники античного и средневекового Крыма
Археологические памятники античного и средневекового Крыма — памятники археологии причерноморских городов-государств Крыма, принадлежащие к греческому (вторая половина VII — середина I в. до н. э) и римскому (I в. — середина IV в. н. э.) периоду.

## История
Греческие поселения возникли в Причерноморье в VIII—VI ст. до н. э., когда избыточная часть населения Греции активно основывала колонии в Средиземноморье, а затем — на берегу Чёрного моря. В причерноморских городах сходились торговые пути, соединявшие Европу и Азию. Все эти города-государства (полисы) представляли собой рабовладельческие демократические республики.
В IV веке Римская империя установила политический контроль над Тиром, а после своей победы над войсками Митридата VI — над Понтийским царством.
Государства имели развитую экономику, чеканили бронзовые, золотые и серебряные монеты (на рубеже VIII—VII вв. до н. э. первые деньги имели вид наконечников стрел или дельфинов, как в Ольвии), были незаменимыми посредниками между материковой Грецией и варварами. Колонисты производили много предметов из золота, серебра, бронзы (зеркала, гребни, бусы, подвески, серьги, кольца и т. п.).
Эллинская эра в Республике Крым оказала большое влияние на культуру и быт местных племён. Общий кризис античного мира после распада империи Александра Македонского отразился и на причерноморских государствах.
Для исследования археологических памятников в 1948 году при Крымской научно-исследовательской базе АН СССР был создан сектор истории и археологии. В 1952 году Крымская научно-исследовательская база была реорганизована в филиал, а сектор — в отдел истории и археологии. В 1956 году отдел истории и археологии был включён в состав Института археологии НАН Украины как «Отдел античной и средневековой археологии Крыма».
Самые известные памятники:
- Бакла
- Бахчисарай
- Генуэзская крепость (Судак)
- Ени-Кале
- Инкерманский Свято-Климентовский монастырь
- Каламита (крепость) (турецкое название — Инкерман)
- Качи-Кальон
- Керчь (славянское название — Корчев)
- Кутлакская крепость
- Кыз-куле
- Мангуп-Кале
- мечеть хана Узбека
- мечеть Муфтий-Джами
- Монастырь Сурб Хач
- Неаполь Скифский
- Пантикапей (античный город на территории города Керчь)
- Свято-Георгиевский монастырь (Старый Крым)
- Сюйреньская крепость
- Тепе-Кермен
- Херсонес
- Челтер-Мармара
- Чембало (крепость) (турецкое название — Балаклава)
- Чобан-Куле
- Чуфут-Кале
- Шулдан
- Эски-Кермен
- Эски-Юрт